# Ryan Arcidiacono
Ryan Curran Arcidiacono (Pensilvania, 26 de Março de 1994) é um jogador ítalo-americano de basquete profissional que atualmente joga pelo Portland Trail Blazers da National Basketball Association (NBA).
Ele estudou na Universidade de Villanova e fez parte da equipe que foi campeã nacional em 2016, fazendo a assistências para a cesta da vitória.

## Início da vida
Arcidiacono nasceu em 26 de Março de 1994, na Filadélfia, Pensilvânia. Ele tem três irmãos mais velhos, Sabrina, Nicole, Michael; e dois irmãos gêmeos mais jovens, Christopher e Courtney. Seus pais, Joe e Patti Arcidiacono, se conheceram na Universidade de Villanova, onde Joe foi um jogador de linha ofensiva do time de futebol americano.
Quando Ryan era jovem, seu pai instalou uma tabela de basquete na sala-de-estar, o que fez ele começar a praticar os arremessos, antes de avançar para uma quadra real.
Quando ele estava na 7ª série, o treinador de Villanova, Jay Wright, disse que Ryan um dia iria jogar para os Wildcats. 
Os grandes ídolos de Ryan eram os jogadores Allen Iverson do Philadelphia 76ers e o jogador de futebol americano, Brian Dawkins do Philadelphia Eagles.

## Carreira na escola
Arcidiacono estudou na Escola Neshaminy, onde ele foi treinado por Jerry Devine. Em um jogo de playoff contra a Escola Bartram, ele registrou um triplo-duplo de 26 pontos, 10 rebotes e 10 assistências. Nessa temporada ele teve média de 18 pontos e foi nomeado para a Segunda-Equipe da Classe AAAA. 
No final de sua segunda temporada, Arcidiacono viajou com o time para a Carolina do Norte para participar do Torneio dos Campeões de Bob Gibbons. No primeiro jogo do torneio, ele bateu com o rosto no chão e teve sofrer oito pontos. Apesar dos conselhos dos médicos, ele decidiu jogar no jogo seguinte e respondeu com 35 pontos. Ele continuou no mesmo ritmo no restante do torneio e chamou atenção de grandes universidades como: Syracuse, Flórida, Texas e Villanova. Em outubro de 2010, ele se comprometeu a ir para Villanova.
Em seu terceiro ano no colégio, Arcidiacono levou o time a um registro de 22-7 com médias de 20,4 pontos, 5.6 rebotes, 5.0 assistências e 2,2 roubos de bola. Ele superou a marca de 1.000 pontos em um jogo contra Pennsbury. O time foi até as quartas de final estaduais e perdeu para Penn Wood.
Ele começou a sentir dor em suas costas logo após o fim do seu terceiro ano. Em Maio de 2011, enquanto participava de um treinamento com Deron Williams em Chicago, Arcidiacono queixou-se de dor. Ele foi diagnosticado com uma hérnia de disco nas costas, forçando-o a perder sua última temporada. Arcidiacono passou por uma cirurgia no dia 21 de dezembro e não pode sair de casa por duas semanas. 
Arcidiacono terminou a sua carreira na Escola Neshaminy como o maior pontuador da história da escola. Durante a sua carreira, ele registrou 1,498 pontos, 449 rebotes, 378 assistências, 178 roubou de bolas e 160 cestas de três. Apesar de ter perdido a última temporada, a ESPNU o classificou no top 50 no país.

## Carreira universitária

### Calouro
Em sua estreia, Arcidiacono marcou 11 pontos contra Columbia. No jogo seguinte contra Marshall, ele tornou-se o primeiro calouro da universidade a marcar 25 pontos desde Scottie Reynolds. Em 18 de novembro, Arcidiacono registrou 18 pontos e 6 assistências e ganhou o seu primeiro Prêmio de Calouro da Semana da Big East. Em 31 de dezembro, ele novamente ganhou o prêmio após fazer 17 pontos contra NJIT.
Em 2 de janeiro de 2013, ele teve o seu melhor jogo na carreira quando fez 32 pontos em uma vitória por 98-86 contra St. John's. Este desempenho fez ele ganhar novamente o Prêmio de Calouro da Semana da Big East.
Liderada por Arcidiacono, Villanova teve um recorde de 20-14 e chegou ao Torneio da NCAA, onde enfrentaram Carolina do Norte na primeira rodada. Arcidiacono teve 10 pontos e os Wildcats perderam por 78-71.
Ao todo, Arcidiacono foi titular em todos os 34 jogos e teve médias de 11,9 pontos, 3,5 assistências e 2,1 rebotes. Ele escolhido para a Equipe de Novatos da Big East.

### Segundo Ano
Em sua segunda temporada, Arcidiacono concentrou-se em melhorar sua mecânica de arremesso e seu jogo de pés. Em 25 de janeiro de 2014, ele teve seu primeiro duplo-duplo com 20 pontos e 11 assistências em uma vitória de 94-85 sobre Marquette.
Em 18 de fevereiro, ele fez seu melhor jogo da temporada quando fez 21 pontos contra Providence. Nesse jogo, com 3,1 segundos restantes na segunda prorrogação, ele fez uma cesta de três pontos para ajudar os Wildcats a vencer o jogo por 82-79.
Nesse ano, ele foi titular em todos os 33 jogos e teve médias de 9,9 pontos, 3.5 assistências e 2.4 rebotes.

### Terceiro Ano
Em 14 de novembro, Arcidiacono marcou 16 pontos em uma vitória por 77-66 sobre Lehigh. Em 17 de fevereiro, ele recebeu um golpe no nariz do pivô de Seton Hall, Sterling Gibbs, que foi suspenso e posteriormente pediu desculpas.
Depois de superar uma lesão persistente no pulso direito em dezembro, Arcidiacono teve médias de 12,9 pontos e 3,6 assistências. Ele dividiu o prêmio de Jogador do Ano da Big East com o armador de Providence, Kris Dunn.

### Último Ano

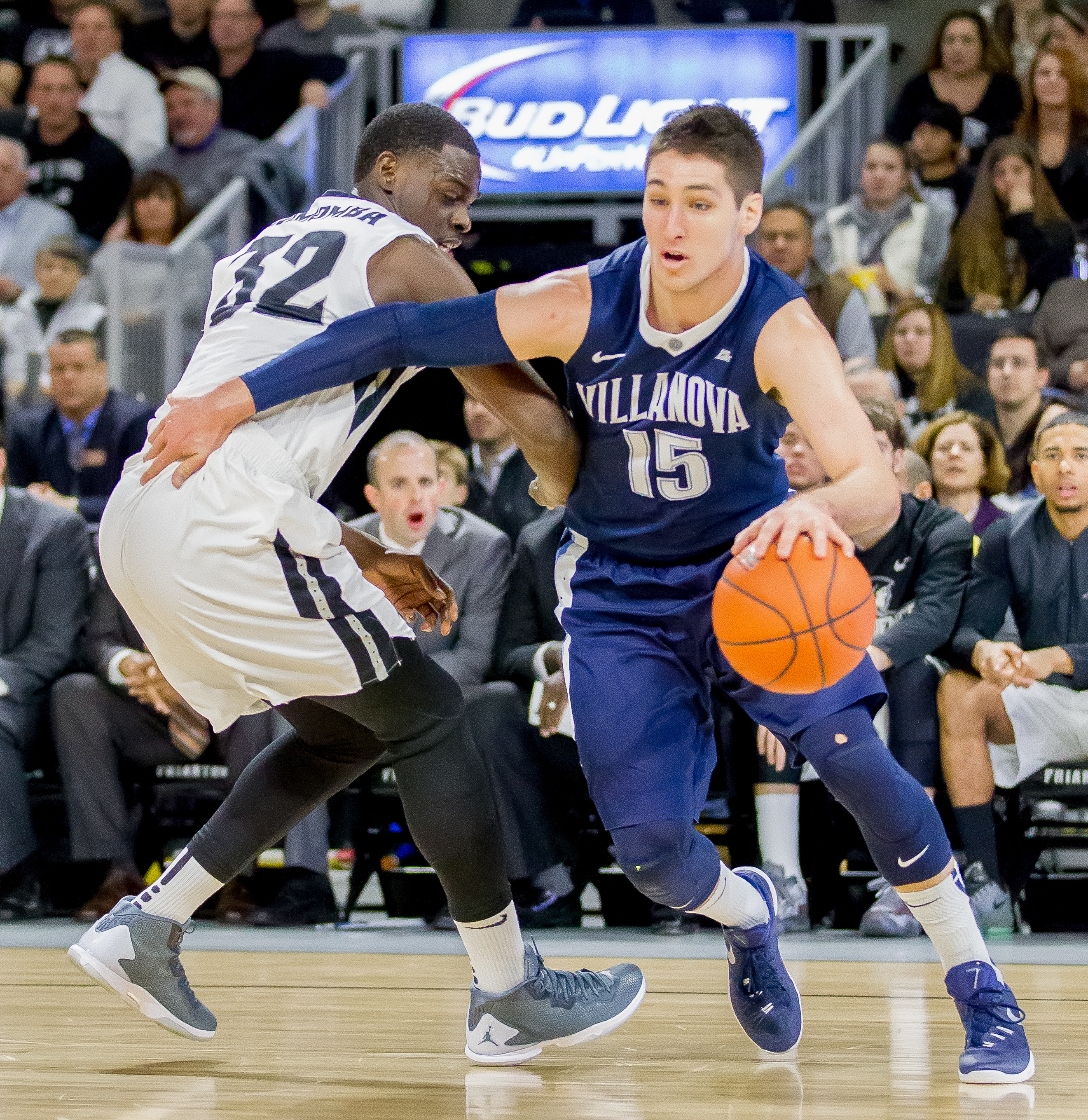
Arcidiacono vs. Providence em fevereiro de 2016

Em sua estreia na temporada, Arcidiacono fez 12 pontos em uma vitória por 91-54 contra Fairleigh Dickinson. Em 31 de dezembro, em uma vitória sobre 95-64 sobre Xavier, ele fez sete cestas de 3 pontos e marcou 27 pontos.
No final da temporada regular, Arcidiacono foi selecionado para a Segunda-Equipe da Big East. Ele ajudou a levar Villanova ao título do Torneio da NCAA de 2016. Ele fez a assistência para a cesta decisiva de Kris Jenkins na final contra a Carolina do Norte e foi eleito o MVP por seu desempenho.
Em sua última temporada, Arcidiacono teve médias de 12,5 pontos e 4,2 rebotes.

## Carreira profissional

### Austin Spurs (2016-2017)
Depois de não ser selecionado no draft da NBA de 2016, Arcidiacono juntou-se ao San Antonio Spurs para disputar a Summer League. Em 22 de outubro, ele foi dispensado depois de jogar em três jogos da pré-temporada. Sete dias mais tarde, ele foi adquirido pela Austin Spurs, da G-League, como um afiliado de San Antonio.
Para a temporada de 2017-18, Arcidiacono assinou com o time italiano Juvecaserta Cesta. No entanto, em 14 de julho de 2017, foi anunciado que o Juvecaserta não seria aceito na Serie A pois foi rejeitado pelo Com.Tce. (Comissão de controle das empresas contábeis). Como resultado, ele anulou o contrato com o time italiano.

### Chicago Bulls (2017–2021)
Em 25 de julho de 2017, Arcidiacono assinou um contrato bidirecional com o Chicago Bulls. Ele dividiu o tempo entre os Bulls e o seu afiliado da G-League, o Windy City Bulls. Ele também se tornou o primeiro jogador na história da franquia a assinar um acordo de mão dupla.
Depois de jogar moderadamente com os Bulls, Arcidiacono teve médias de 13,8 pontos, 5 rebotes e 8,6 assistências no Windy City.
Em 31 de julho de 2018, Arcidiacono assinou um contrato padrão com os Bulls.
Em 18 de outubro, ele registrou oito pontos, oito assistências e quatro rebotes na abertura da temporada contra o Philadelphia 76ers. Com três titulares lesionados no início da temporada, ele começou a ter um aumento do tempo de jogo. Em 10 de novembro, Stacey King deu a ele o apelido de "Gutsy-Gritty" devido à sua tendência de se esforçar muito.
Em 26 de novembro de 2018, Arcidiacono registrou 22 pontos, seu recorde da carreira, quatro rebotes, duas assistências e dois roubos de bola na derrota por 107–108 para o San Antonio Spurs.
Em 2 de julho de 2019, Arcidiacono assinou um contrato de 3 anos e US$ 9 milhões com os Bulls. Em janeiro de 2020, ele teve uma lesão no cotovelo. Em 12 de fevereiro de 2020, ele teve sua camisa 15 aposentada na Universidade de Villanova.

### Maine Celtics (2021–2022)
Em 28 de setembro de 2021, Arcidiacono assinou com o Boston Celtics. No entanto, ele foi dispensado em 16 de outubro. Em 23 de outubro, ele assinou com o Maine Celtics como jogador afiliado.
Em 6 de janeiro de 2022, Arcidiacono assinou um contrato de 10 dias com o New York Knicks. Em 13 de janeiro, sem participar de um jogo, Arcidiacono foi dispensado pelos Knicks. No dia 19 de janeiro, Arcidiacono assinou um contrato padrão de 10 dias com o time, mas não voltou a jogar por eles. Em 31 de janeiro de 2022, Arcidiacono foi readquirido pelo Maine Celtics.

### New York Knicks (2022–Presente)
Em 13 de fevereiro, Arcidiacono foi contratado pelo New York Knicks pelo resto da temporada de 2021-22.
Em 17 de setembro de 2022, Arcidiacono voltou a assinar com os Knicks.

## Carreira na seleção
Em junho de 2012, Arcidiacono foi chamado para integrar a Seleção Americana Sub-18. Em junho de 2013, ele foi convocado para o Campeonato Mundial de Basquetebol Sub-19.
Em maio de 2015, ele foi chamado para jogar pela Seleção Italiana em torneios amistosos internacionais. No entanto, ele não foi capaz de representar a Itália em uma competição oficial, já que sua reivindicação de cidadania italiana por ius sanguinis foi negada com base no fato de que um de seus ancestrais já havia renunciado a ela.

## Estatísticas da carreira

### NBA

#### Temporada regular
| Ano      | Equipe   | PJ  | PT | MPJ  | AP   | 3P   | LL   | RT  | AS  | BR | TO | PPJ |
| -------- | -------- | --- | -- | ---- | ---- | ---- | ---- | --- | --- | -- | -- | --- |
| 2017–18  | Chicago  | 24  | 0  | 12.7 | .415 | .290 | .833 | 1.0 | 1.5 | .5 | .0 | 2.0 |
| 2018–19  | Chicago  | 81  | 32 | 24.2 | .447 | .373 | .873 | 2.7 | 3.3 | .8 | .0 | 6.7 |
| 2019–20  | Chicago  | 58  | 4  | 16.0 | .409 | .391 | .711 | 1.9 | 1.7 | .5 | .1 | 4.5 |
| 2020–21  | Chicago  | 44  | 0  | 10.2 | .419 | .373 | .650 | 1.5 | 1.3 | .2 | .0 | 3.1 |
| 2021–22  | New York | 10  | 0  | 7.6  | .500 | .444 | —    | .8  | .4  | .1 | .0 | 1.6 |
| Carreira | Carreira | 217 | 36 | 14.1 | .438 | .374 | .766 | 1.5 | 1.6 | .4 | .0 | 3.5 |

### G-League
| Ano      | Equipe     | PJ | PT | MPJ  | AP   | 3P   | LL   | RT  | AS  | BR  | TO | PPJ  |
| -------- | ---------- | -- | -- | ---- | ---- | ---- | ---- | --- | --- | --- | -- | ---- |
| 2016–17  | Austin     | 47 | 34 | 27.5 | .472 | .421 | .814 | 3.7 | 3.8 | .9  | .1 | 6.5  |
| 2017–18  | Windy City | 37 | 37 | 39.5 | .456 | .446 | .833 | 5.0 | 8.5 | 1.7 | .2 | 13.9 |
| Carreira | Carreira   | 84 | 71 | 33.5 | .463 | .433 | .823 | 4.3 | 6.1 | 1.3 | .1 | 10.2 |

### Universitário
| Ano      | Equipe    | PJ  | PT  | MPJ  | AP   | 3P   | LL   | RT  | AS  | BR  | TO | PPJ  |
| -------- | --------- | --- | --- | ---- | ---- | ---- | ---- | --- | --- | --- | -- | ---- |
| 2012–13  | Villanova | 34  | 34  | 34.1 | .380 | .327 | .824 | 2.1 | 3.5 | 1.1 | .0 | 11.9 |
| 2013–14  | Villanova | 34  | 33  | 31.1 | .395 | .345 | .703 | 2.4 | 3.5 | 1.1 | .0 | 9.9  |
| 2014–15  | Villanova | 36  | 36  | 30.4 | .394 | .372 | .813 | 1.7 | 3.6 | 1.1 | .1 | 10.1 |
| 2015–16  | Villanova | 40  | 40  | 32.1 | .500 | .394 | .836 | 2.9 | 4.2 | 1.1 | .0 | 12.5 |
| Carreira | Carreira  | 144 | 143 | 31.9 | .417 | .359 | .793 | 2.2 | 3.7 | 1.1 | .0 | 11.1 |

Fonte: